# Plaza Colonia
Club Plaza Colonia de Deportes, kallad Plaza Colonia i folkmun, är en professionell fotbollsklubb i Colonia del Sacramento, Uruguay. Klubben grundades 22 april 1917 och spelar sina hemmamatcher på Estadio Profesor Alberto Suppici.